# Nick Kamen
Nick Kamen, született Ivor Neville Kamen (Harlow, 1962. április 15. – London, Notting Hill, 2021. május 4.) angol énekes-dalszerző, zenész és modell.
Pályafutását reklámokban és videóklipekben szerepelve kezdte, 1982-ben például szerepelt a Visage "The Damned Don't Cry" dalának klipjében, 1985-ben pedig a Levi's egyik reklámarca volt. Legnagyobb slágerei az 1986-os "Each Time You Break My Heart" valamint az 1990-es "I Promised Myself", továbbá ismert még az 1989-es Drágám, a kölykök összementek! című vígjáték egyik dala, a "Turn It Up" előadójaként is.
2021 májusában hunyt el londoni otthonában 59 évesen, miután három éven át csontvelőrákkal küzdött.

## Diszkográfia

### Stúdióalbumok
- Nick Kamen (1987)
- Us (1988)
- Loving You (1988)
- Move Until We Fly (1990)
- Whatever, Whenever (1992)
- Nick Kamen: The Complete Collection (6-CD box set, 2020)